# NKボスナ・ヴィソコ
NKボスナ・ヴィソコ（NK Bosna Visoko）は、ボスニア・ヘルツェゴビナのボスニア・ヘルツェゴビナ連邦ゼニツァ＝ドボイ県ヴィソコをホームタウンとするサッカークラブである。

## 歴史
1923年にヴィソコで最初のサッカークラブのNKヤドラン (Nogometni klub Jadran) が創設され、1934年には2番目のサッカークラブのラドニチュキSK (Radnički sportski klub) が創設された。1953年に2つのサッカークラブが合併してNKボスナ (Nogometni klub Bosna) が創設された。
クラブ創設から10年後の1963年にユーゴスラビア・ドルガ・リーガに昇格した。
ボスニア・ヘルツェゴビナ紛争の影響で一時的に活動を停止したが、1993年に活動を再開し、1994-95シーズンにゼニツァで行われた最初の全国選手権初年度に3位の成績を残した。1995-96シーズンにドルガ・リーガBiH・北地域で優勝、1996-97シーズンはプルヴァ・リーガBiHで3位であった。1997-98シーズンはレギュラーシーズンに1位になったが、プレーオフは4位に終わった。プレーオフにはスルプスカ共和国（プルヴァ・リーガRS）のチームは不参加でボシュニャク系の4チームとクロアチア系の2チームが参加し、各グループ3チームずつの2つのグループに分けられ、サラエヴォとモスタルで行われた。ボスナ・ヴィソコはサラエヴォのグループで2位に終わり、サラエヴォのスタディオン・コシェヴォで行われた決勝進出を逃した。
1998-99シーズンは1999年5月29日にスタディオン・コシェヴォで行われたクプBiH決勝でエスミル・ジャフィッチの得点により、1-0（延長戦）でFKサラエヴォに勝利して優勝した。クプBiH優勝チームとして出場したスーペルクプBiHでも2-2（PK戦 5-4）でプルヴァ・リーガBiH優勝のFKサラエヴォに勝利した。
2001年にプレミイェル・リーガに昇格した。2002-03シーズンにプレミイェル・リーガからプルヴァ・リーガFBiHに降格した。
2014年8月5日、FKサラエヴォと協力関係を締結したことが発表された。

## 歴代所属選手
- エルヴィル・ラヒミッチ 1994-1997